# چیدو اوبی
چیدو اوبی (انگلیسی: Chido Obi؛ زادهٔ ۲۹ نوامبر ۲۰۰۷) بازیکن فوتبال است که سابقه بازی در آکادمی آرسنال را دارد و در منچستریونایتد بازی می کند.
وی همچنین در تیم‌های ملی فوتبال زیر ۱۶ سال انگلستان و دانمارک، و تیم ملی فوتبال زیر ۱۷ سال دانمارک بازی کرده است.

## دوران باشگاهی
او در ۱۴ سالگی به آرسنال پیوست. او در اوایل نوامبر ۲۰۲۳ در آرسنال به صعود خود ادامه داد و توسط سرمربی تیم اصلی، میکل آرتتا دعوت شد تا برای تمرین به تیم بزرگسالان ملحق شود.
اوبی در ۱۸ نوامبر ۲۰۲۳، با زدن ۱۰ گل در یک بازی به تیتر خبرهای بین‌المللی تبدیل شد؛ جایی که آرسنال در سطح زیر ۱۶ سال لیورپول را ۱۴–۳ شکست داد.